# Alf
För andra betydelser, se Alf (olika betydelser).

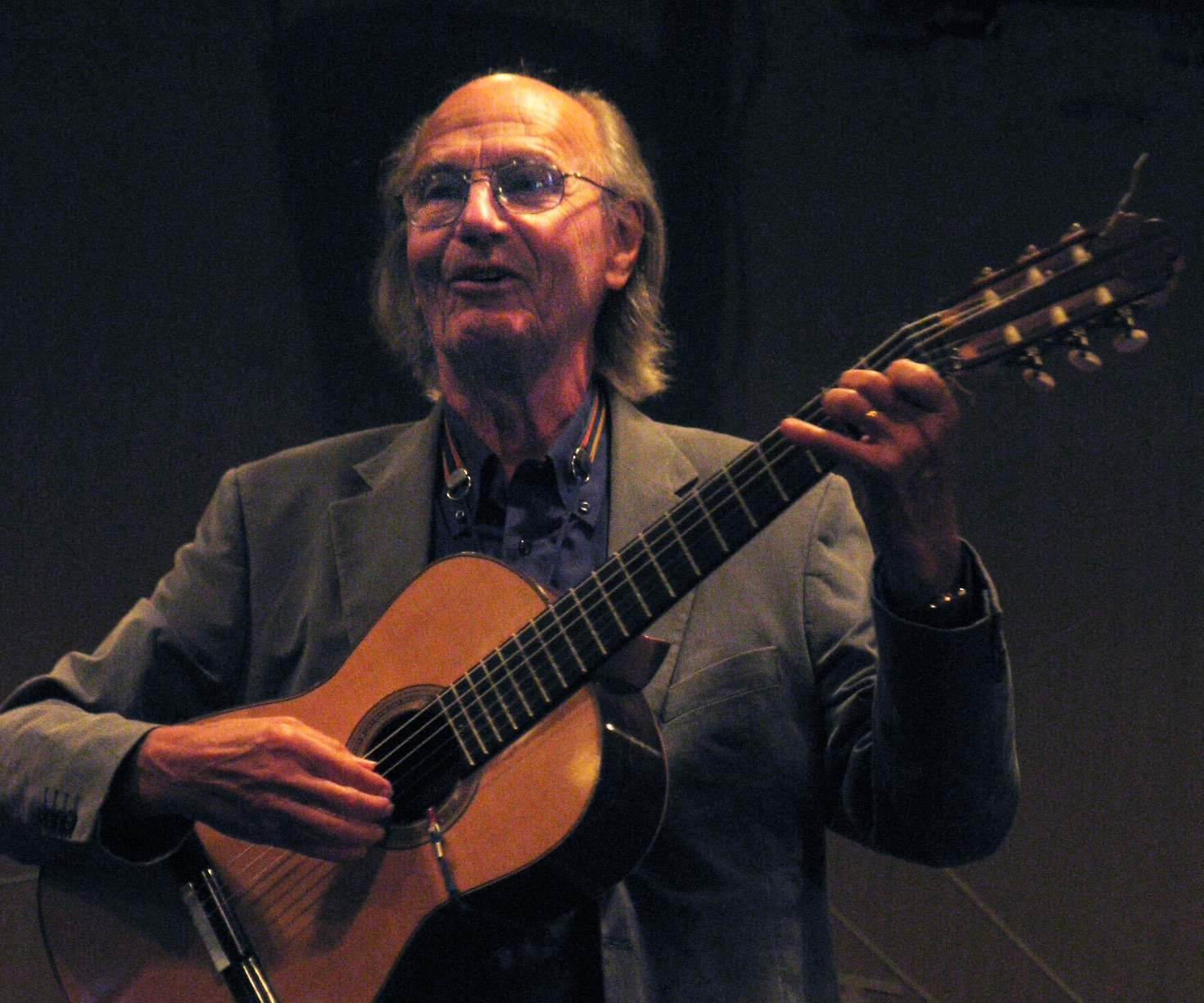
Alf Hambe, 2017

Alf är ett nordiskt mansnamn bildat från alv (isl. álfr), ett övernaturligt väsen i nordisk mytologi som utvecklats till älvorna i senare folktro. Den feminina formen är Alva. Namnledet förekommer även i sammansättningar som Alfred och Alfhild och är också en kortform för Adolf. Ett vanligt smeknamn är Affe. I engelsktalande länder är Alf (och Alfie) ett smeknamn för Alfred.
Äldsta belägg i Sverige är en runinskrift från 1000-talet. 
Namnet var populärt från 1930-talet och fram till 1950, men har sedan minskat i användning. Sedan mitten på 1990-talet får endast några enstaka pojkar i varje årskull namnet som tilltalsnamn. 
Den 31 december 2019 fanns det 22 116 personer i Sverige med namnet Alf, varav 9 008 hade det som tilltalsnamn
År 2014 fick 13 pojkar namnet som tilltalsnamn.
Alv är idag en ovanlig stavningsvariant som enligt SCB bärs av 58 män. 
Namnsdag i Sverige: 21 juni. I den finlandssvenska namnsdagslängden har Alf namnsdag 21 februari sedan starten 1929, då en egen namnsdagskalender togs i bruk för finlandssvenskar.

## Personer med namnet Alf
- Alf, svensk sagofigur
- Alf, svensk artist, kompositör, producent, musiker och masteringtekniker
- Alf Ahlberg, författare, filosof
- Alv Erlingsson, norsk jarl
- Alf Hambe, visdiktare, trubadur
- Alf Henrikson, författare
- Alf Kjellin, skådespelare, regissör
- Alf Landon, amerikansk politiker, presidentkandidat 1936
- Alf Linder, organist
- Alf Martin, radiokorrespondent
- Alf Nilsson, musiker
- Alf Nilsson, skådespelare
- Alf Olsson, bildkonstnär, skulptör
- Alf (egentligen Alfred) Padgham, engelsk golfspelare
- Alf Petersson, friidrottare
- Alf Prøysen, norsk författare
- sir Alf Ramsey, engelsk f.d. fotbollstränare, VM-guld 1966
- Alf Robertson, singer/songwriter
- Alf Sjöberg, regissör
- Alf Sjölander, professor
- Alf Svensén, gymnast, OS-guld 1920
- Alf Svensson, politiker (kd)
- Alf Thoor, musikkritiker, översättare
- Alf Wallander, formgivare, konstnär
- Alf Woxnerud, serieskapare